# Wegscheid (Dolní Bavorsko)
Wegscheid je městys v německé spolkové zemi Bavorsko, v zemském okrese Pasov ve vládním obvodu Dolní Bavorsko.
Žije zde přibližně 5 600 obyvatel.